# توکای سرنارنجی
توکای سرنارنجی (نام علمی: Geokichla citrina) پرندهای از خانواده توکایان است.
در مناطق پُردرخت شبه‌قاره هند و جنوب شرق آسیا رایج است. اکثر جمعیت‌ها ساکن هستند. این گونه به مناطق نمناک سایه‌دار را ترجیح می‌دهد و مانند بسیاری از توکاهای Geokichla و Zoothera، می‌تواند کاملاً پنهان‌زی باشد.
توکای سرنارنجی همه‌چیزخوار است و طیف گسترده‌ای از حشرات، کرم‌های خاکی و میوه‌ها را می‌خورد. روی درختان لانه می‌سازد اما گله تشکیل نمی‌دهد.

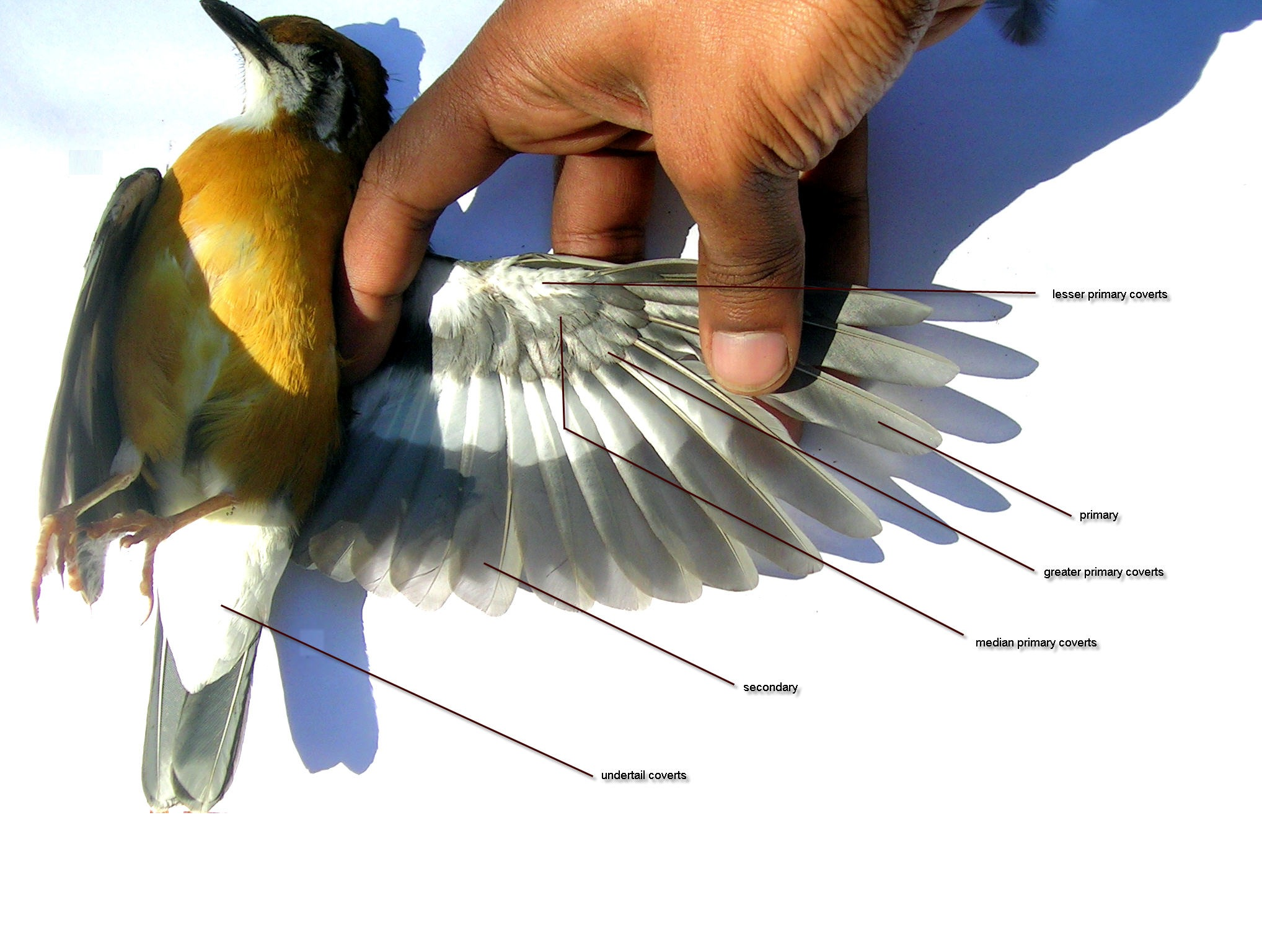
زیربال G. c. cyanota